# كريبية براونية
كريبية براونية (الاسم العلمي:Craibia brownii) هي نوع من النباتات يتبع جنس الكريبية من الفصيلة البقولية.